# Mulya Kencana
Mulya Kencana is een bestuurslaag in het regentschap Tulang Bawang Barat van de provincie Lampung, Indonesië. Mulya Kencana telt 4738 inwoners (volkstelling 2010).